# Рауль Валленберг
Рау́ль Гу́став Ва́лленберг (швед. Raoul Gustav Wallenberg, 4 серпня 1912, Стокгольм — 17 липня 1947, Луб'янська в'язниця, Москва) — шведський дипломат, який врятував життя десятків тисяч угорських євреїв у період Голокосту. Після зайняття Будапешту Червоною армією був арештований у січні 1945 року, переправлений до Москви і ймовірно помер у радянській в'язниці.

## Біографія

### Молодість
Рауль Валленберг народився 4 серпня 1912 року в Каппста, комуна Лідінге, неподалік від Стокгольма (Швеція). Батьки Валленберга одружилися незадовго до його народження. Батько — Рауль Оскар Валленберг, служив офіцером у військово-морському флоті Швеції, він помер від раку за три місяці до народження сина. Мати — Май Вісінг Валленберг, дочка професора неврології Пера Вісінга.

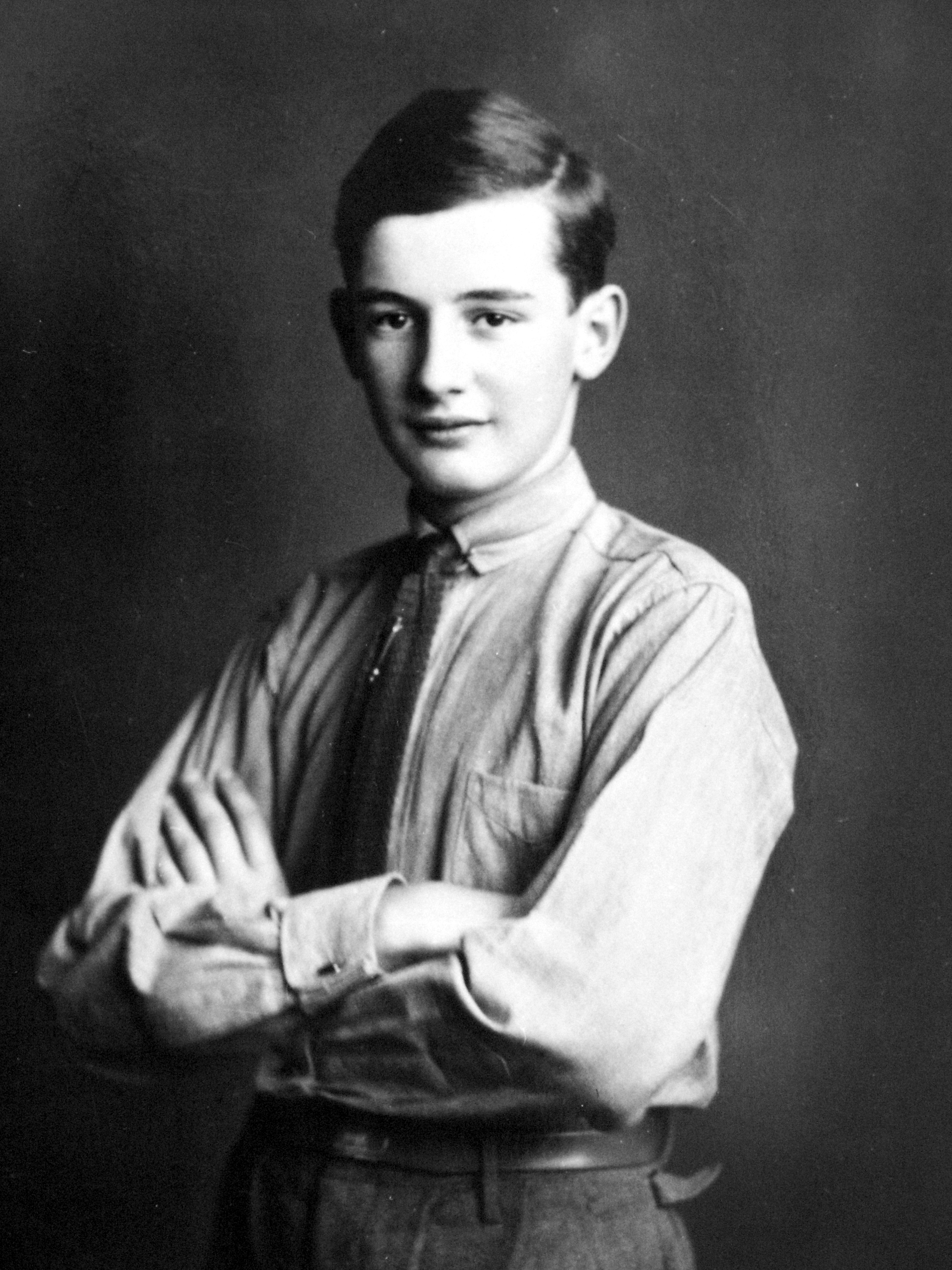
Рауль Валленберг в юності

По батьківській лінії належав до відомої у Швеції родини, з якої вийшли багато відомих шведських дипломатів і фінансистів. Його дід — Густав Валленберг, був дипломатом, на момент народження Рауля працював послом Швеції в Японії.
По материнській лінії Валленберг був нащадком одного з перших представників єврейської громади Швеції, єврея на ім'я Бендикс, що став ювеліром і перейшов у лютеранство.
У 1918 році його мати знову вийшла заміж, за Фредріка фон Дарделя, який тоді працював у міністерстві охорони здоров'я Швеції. У цьому шлюбі народилося двоє дітей — Ніна і Гі фон Дардель, що став пізніше фізиком-ядерником. Вітчим ставився до Рауля так, як до рідних дітей, любив його.
Вихованням Рауля Валленберга займався його дід. Спочатку він віддав онука на військові курси, а потім відправив до Франції, для вивчення французької мови. До відправлення у Францію Валленберг уже володів російською, німецькою та англійською мовою. У підлітковому віці Валленберг захопився архітектурою, тому в 1931 році вирушає вивчати архітектуру в Енн Арбор, Мічиганський університет. Університет він закінчив з відзнакою, за що був нагороджений медаллю.

### Робота в бізнесі
Незважаючи на багатство і становище своєї родини в Швеції, у 1933 році він вирушає до Чикаго, де працює у шведському павільйоні «Чиказької всесвітньої виставки». Влітку 1934 року він відвідав своїх родичів у Мексиці.
У 1935 році Валленберг повертається до Стокгольму, виставляє свій проєкт плавального басейну на конкурс і посідає друге місце. Оскільки до від'їзду в США він обіцяв своєму дідові, який мріяв бачити онука успішним банкіром, зайнятися комерцією, то Валленберг їде у Кейптаун (Південна Африка). Тут він вступає на роботу в компанію знайомого діда. Рауль продавав будівельні матеріали, у справах фірми він об'їздив усю країну. Перед від'їздом одержав від роботодавця блискучу характеристику.
У 1936 році Валленберг відвідує в Туреччині свого діда, який служив послом Швеції у цій країні. Густав Валленберг знаходить онукові нову роботу в «Голландському банку» на території підмандатної Палестини, в місті Хайфа. У Хайфі він зустрічає молодих євреїв, які втекли з нацистської Німеччини. Ця зустріч справила на нього глибоке враження. Джон Бірман, дослідник, який написав про Валленберга книгу, зазначає, що це могло статися через усвідомлення Раулем причетності до єврейського народу.
Валленберг пишався приналежністю до єврейства, сам він говорив про себе в той період так: «Людину, подібну до мене, наполовину Валленберга і наполовину єврея, здолати неможливо».
У 1937 році помер його дід Густав. Тепер Рауль міг займатися тим, чим хотів. Архітектором він стати не міг через те, що американський диплом вимагав підтвердження для роботи у Швеції, а знову сідати за навчання Валленберг не хотів, вважав, що у двадцять п'ять років вже пізно вчитися. Крім цього, зважаючи на Велику депресію, у Швеції мало будували. Тоді він вирішив зайнятися бізнесом, уклавши угоду з німецьким євреєм, що винайшов новий вид застібки-блискавки. Підприємство провалилося, після чого Рауль звернувся до свого дядька Якоба по допомогу. Якоб запропонував йому розробити проект, який збирався використовувати на території належної йому ділянки землі. Зважаючи на початок війни, все будівництво в країні було призупинено, Рауль знову залишився без справи.
Дядько Якоб влаштував його на роботу в Центрально-європейську торгову компанію, власником якої був угорський єврей Калман Лауер. Через вісім місяців Валленберг став партнером Лауера, одним з директорів компанії. У цей період він багато їздив Європою, а жив у Стокгольмі, в готелі «Ларкстад», мав безліч друзів і знайомих. Рауль Валленберг дотримувався ліберальних і загальногуманістичних поглядів, і тому його жахали порядки нацистів у Європі, але нічого змінити він не міг. Незважаючи на прекрасне виконання робочих обов'язків, він недолюблював свою роботу.
Актриса Вівека Ліндфурш згадувала, що в один з вечорів Валленберг розповідав їй про події у Європі. З запалом він переказував їй про те, як нацисти жорстоко переслідують євреїв.

### Дипломатична служба
У липні 1944 Валленберг був призначений першим секретарем шведського дипломатичного представництва в Будапешті. Користуючись своїм дипломатичним статусом, він видавав багатьом євреям шведські «захисні паспорти», що давали власникам статус шведських громадян, які очікують репатріації. Колишній директор Особливого архіву СРСР Анатолій Прокопенко стверджує, що радянська розвідка за допомогою завербованого агента вела стеження за Валленбергом у Будапешті, досьє про це він виявив 1991 року в головному архіві КДБ.
Йому також вдалося шляхом погроз кари за військові злочини переконати деяких німецьких генералів не виконувати накази Гітлера з вивезення євреїв у табори смерті. Таким чином він запобіг знищенню будапештського гетто в останні дні перед наступом Червоної Армії. Якщо ця версія справедлива, то Валленбергові вдалося врятувати принаймні 100 000 угорських євреїв. В одному тільки будапештському гетто на момент приходу радянських військ перебувало 97 000 євреїв. Загалом з 800 000 євреїв, які проживали в Угорщині до війни, вижило 204 000. Багато хто з них зобов'язаний своїм порятунком Раулю Валленбергу.
Існує кілька версій подальшого життя Валленберга. Після зайняття Будапешта радянськими військами 13 січня 1945 він разом зі своїм шофером В. Лангфельдером був затриманий радянським патрулем у будівлі Міжнародного червоного хреста (за іншою версією — сам прийшов у розташування 151-ї стрілецької дивізії 1-го формування і попросив зустрічі з радянським командуванням; за третьою версією — був заарештований НКВС на своїй квартирі). Після цього він був направлений до командуючого 2-м Українським фронтом Р. Я. Малиновського, якому мав намір щось повідомити. Але дорогою його знову затримали й арештували співробітники військової контррозвідки Смерш. За іншою версією, після арешту на квартирі Валленберга відправили в штаб радянських військ.
Професор Бенгт Янгфельдт стверджує, що в машині Валленберга під час його затримання було виявлено багато золота і коштовностей, що були довірені йому євреями. На думку Янгфельдта, це могло стати причиною арешту, оскільки радянська влада могла вважати, що це спроба вивезення золота нацистів. Янгфельдт вважає, що всі ці цінності були викрадені радянською контррозвідкою, оскільки вони не були зареєстровані як майно Валленберга під час його арешту. Крім того, він вказує, що в Будапешті радянські війська згодом розграбували посольство Швеції.
8 березня 1945 Будапештське «Радіо Кошут», що перебувало під радянським контролем, повідомило, що Рауль Валленберг загинув під час вуличних боїв у Будапешті.

### В ув'язненні в СРСР
Вважається доведеним, що Валленберга з Будапешта переправили до Москви, де він утримувався у в'язниці на Луб'янці. Існують свідчення німецьких в'язнів, які перебували в той час у в'язниці, про те, що вони спілкувалися з Валленбергом за допомогою тюремного телеграфу до 1947 року. Згодом, за їхніми словами, Рауля кудись відправили.
Після зникнення Валленберга Швеція робила декілька запитів про його місцезнаходження, але радянська сторона повідомляла, що подібною інформацією не володіє. А в серпні 1947 року А. Я. Вишинський офіційно заявив, що Валленберга в СРСР немає і радянській владі про нього нічого не відомо. Проте, в лютому 1957 радянська сторона визнала, що Валленберг був арештований і вивезений до Москви, де помер від інфаркту 17 липня 1947 року.
В архіві МЗС Росії була виявлена записка А. Я. Вишинського (№ 312-В від 14 травня 1947 року) В. М. Молотову, в якій висловлюється таке міркування: «Оскільки справа Валленберга до теперішнього часу продовжує залишатися без руху, я прошу Вас зобов'язати тов. Абакумова надати довідку по суті справи і пропозиції щодо його ліквідації». 18 травня 1947 В. М. Молотов на цьому документі написав резолюцію: «Тов. Абакумову. Прошу доповісти мені». 7 липня 1947 А. Я. Вишинський направив В. С. Абакумову лист, яким просив надати відповідь для підготовки реакції на чергове звернення шведської сторони. У журналах реєстрації документів секретаріатів МДБ СРСР і МЗС СРСР зареєстрований лист Абакумова на ім'я Молотова від 17 липня 1947, однак він не виявлений в архівах.

## Після розпаду СРСР
У грудні 2000 року Генеральна прокуратура Росії ухвалила рішення про реабілітацію шведського дипломата Рауля Валленберга та його водія Вільмоша Лангфельдера на підставі закону Російської Федерації «Про реабілітацію жертв політичних репресій» від 18 жовтня 1991 року. Відповідний висновок Головної військової прокуратури затвердив генеральний прокурор РФ Володимир Устинов. За даними прокуратури, «в ході перевірки встановити справжні причини арешту та утримання в тюрмах Валленберга і Лангфельдера, фактичні обставини їх смерті, наявність матеріалів кримінальної справи, особистих справ заарештованих або справ військовополонених не вдалося». У висновку прокуратури зазначено:
Валленберг і Лангфельдер у січні 1945 року, бувши працівниками шведської місії в Будапешті, а Валленберг, крім того, володіючи дипломатичним імунітетом нейтральної країни, яка не воювала проти СРСР, були затримані і заарештовані під виглядом військовополонених і містилися тривалий час аж до їхньої загибелі в радянських тюрмах, коли їх підозрювали в шпигунстві на користь іноземних розвідок.
Оригінальний текст (рос.)
[Валленберг и Лангфельдер в январе 1945 года, будучи работниками шведской миссии в Будапеште, а Валленберг, кроме того, обладая дипломатическим иммунитетом нейтральной страны, которая не воевала против СССР, были задержаны и арестованы под видом военнопленных и содержались длительное время вплоть до их гибели в советских тюрьмах, подозреваясь в шпионаже в пользу иностранных разведок.] Помилка: {{Lang}}: текст вже має курсивний шрифт (допомога)
Висновок Генпрокуратури було піддано критиці. Історик і журналіст Володимир Абарінов вважає, що прокуратура не могла б стверджувати, в чому саме підозрювався Валленберг і його водій, вказувати статус, у якому вони містилися у в'язниці, і робити висновки про необґрунтованість репресій, якби насправді не виявила матеріалів справи.
У 2009 році вперше з'явилася інформація про те, що мати і вітчим Валленберга покінчили з собою у 1979 році, після того, як втратили надію дізнатися про долю сина.
У квітні 2010 американськими істориками С. Бергером і В. Бірштейном було висловлене припущення, що версія про смерть Р. Валленберга 17 липня 1947 була помилковою. Під час роботи в Центральному архіві ФСБ вони з'ясували, що 23 липня 1947 начальник 4 відділу 3 головного управління Міністерства держбезпеки СРСР (військової контррозвідки) Сергій Карташов протягом 16 годин допитував якогось «ув'язненого номер 7», а також Вільмоша Лангфельдера і Шандора Катону. Лангфельдер був шофером Валленберга. Передбачається, що «ув'язнений номер 7», швидше за все, і був Раулем Валленбергом.
У 2017 році родичі Валленберга подали до російського суду позов на ФСБ з вимогою передати їм усі документи щодо його справи; після розгляду позов був відхилений.

## Пам'ять про Валленберга

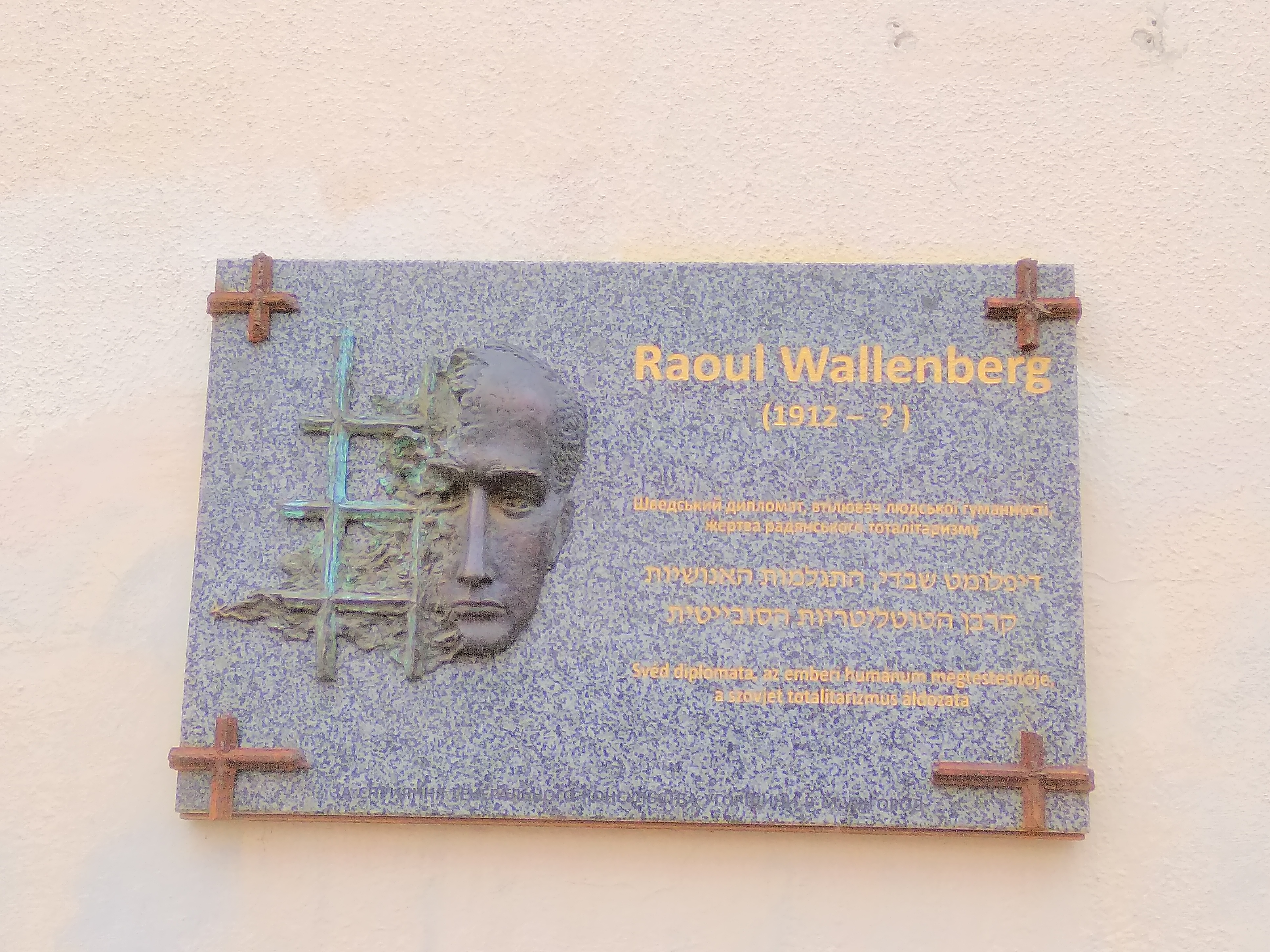
Меморіальна дошка Раулю Валленбергу в Ужгороді

В Україні меморіальна дошка Раулю Валленбергу встановлена у м. Ужгород на будинку по вулиці Волошина № 32.

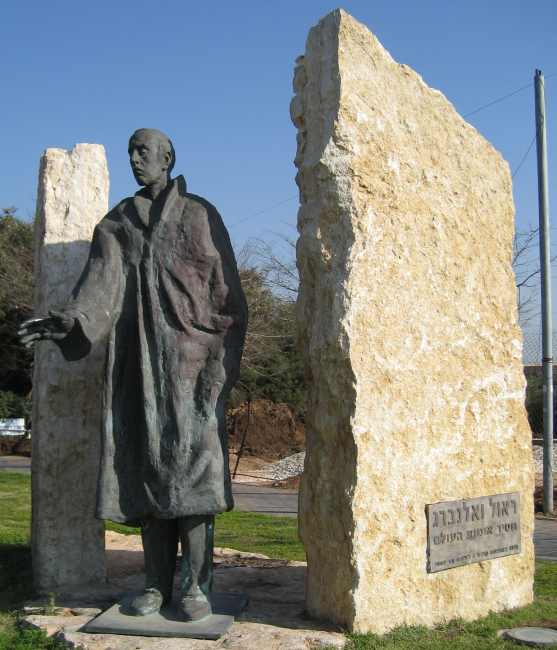
Пам'ятник Валленбергові на вул. Валленберга в Тель-Авівському районі Рамат-ха-Хаяль

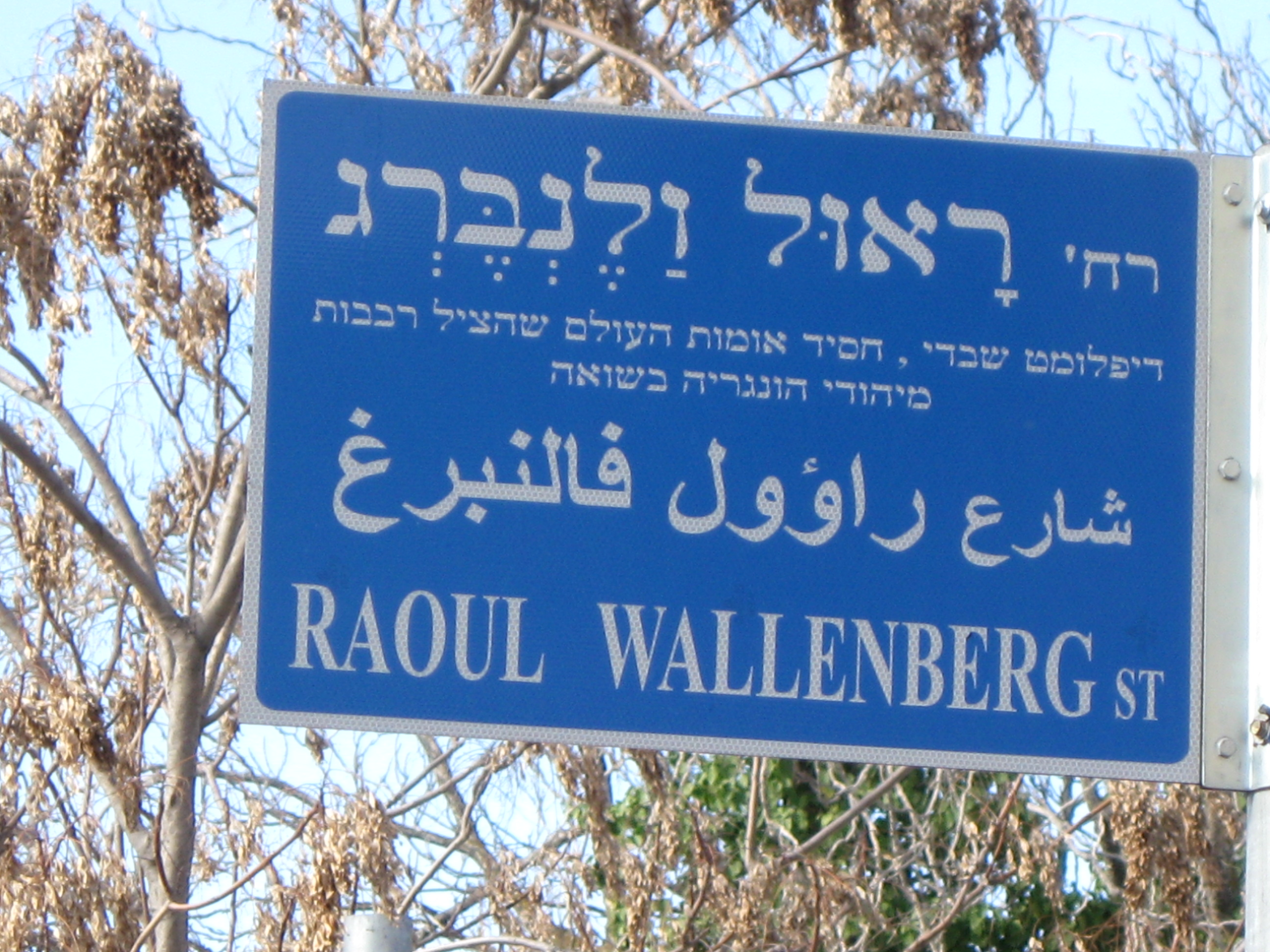
Вулиця ім. Р. Валленберга в Єрусалимі, Ізраїль

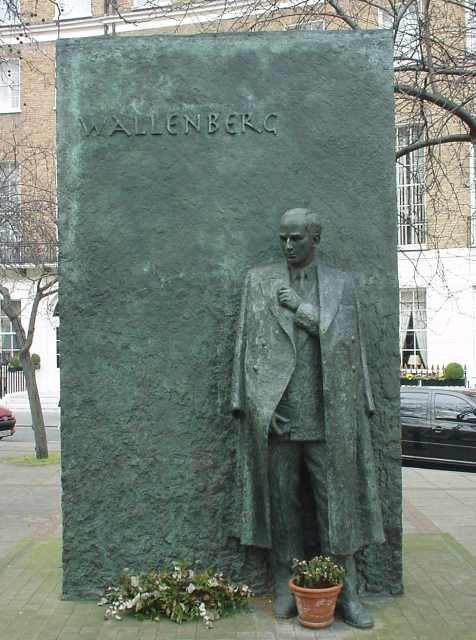
Пам'ятник Раулю Валленбергу в Лондоні, Велика Британія

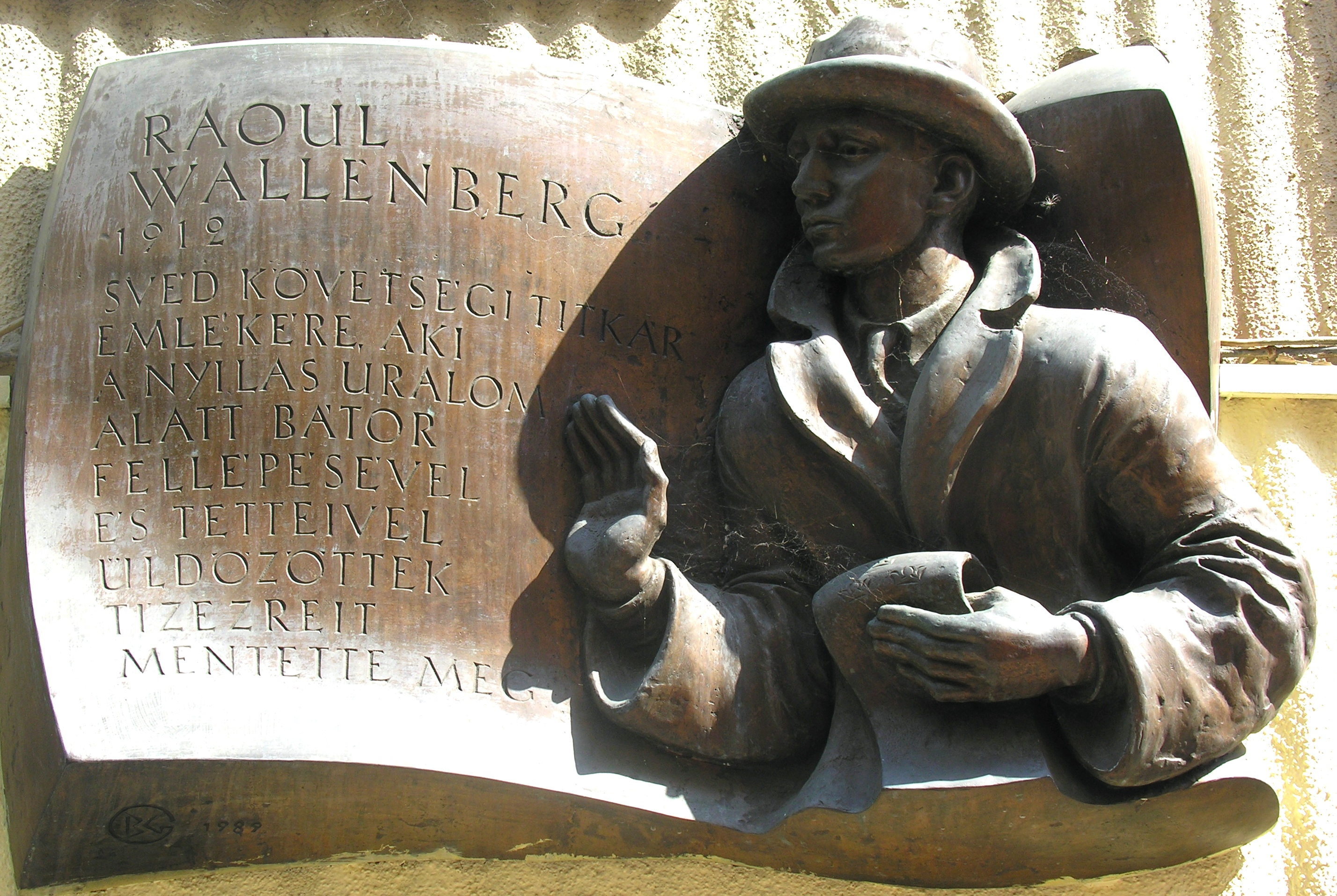
Меморіальна дошка в Будапешті, Угорщина

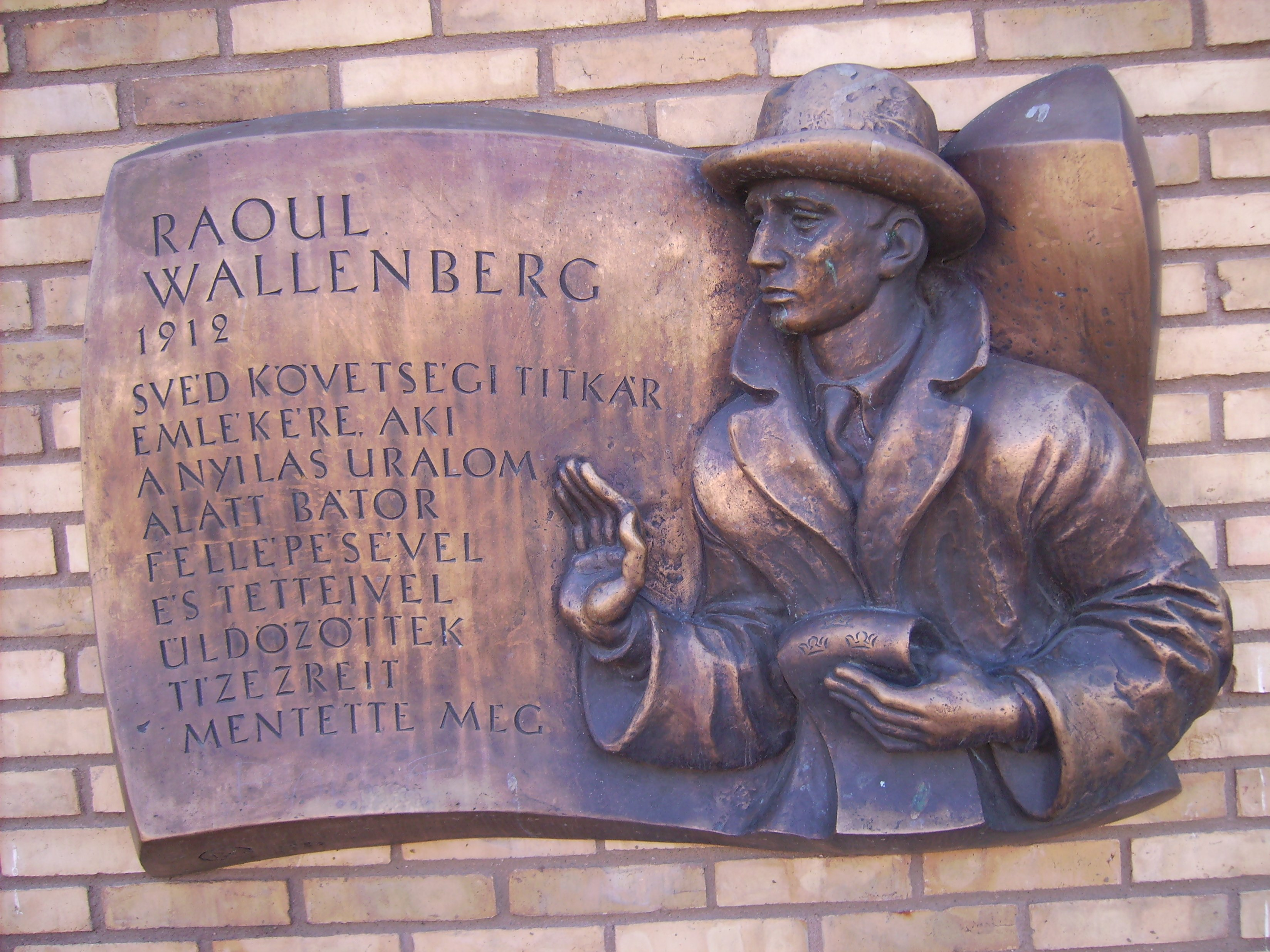
Меморіальна дошка в Лінчепінзі, Швеція

Валленберг є одним з найвідоміших людей, які рятували євреїв у роки Голокосту. Один з його біографів Пол Левін писав:
| Рауль Валленберг був одним з порівняно невеликого числа європейців християнського віросповідання, які в 1933—1945 рр. дійсно намагалися прийти на допомогу єврейським побратимам. |

За заслуги перед людством Валленбергові поставлені пам'ятники в багатьох містах світу, зокрема у Стокгольмі, Будапешті, Нью-Йорку, Лондоні, Москві, Тель-Авіві, Братиславі, Сантьяго та інших.
26 листопада 1963 ізраїльський Інститут Катастрофи і героїзму Яд ва-Шем надав Валленбергові звання Праведника народів світу. У 1981 році американський конгресмен Том Лантос, один із врятованих Валленбергом в Угорщині, став ініціатором надання Валленбергові звання почесного громадянина США. Він також є почесним громадянином Канади (1985), Угорщини та Ізраїлю. У 1981 році у США був створений Комітет Рауля Валленберга «щоб увічнити гуманістичні ідеали і ненасильницьку мужність» цієї людини. Комітет щорічно нагороджує премією імені Рауля Валленберга осіб, які здійснюють ці цілі. У 1997 році на його честь у США була випущена поштова марка. 26 липня 2012 він був нагороджений Золотою медаллю Конгресу США «на знак визнання його досягнень і героїчні дії під час Голокосту».

### На його честь названі
- Вулиця в Берліні
- Вулиці у багатьох містах держави Ізраїль
- Інститут спеціальної педагогіки та психології (ІСПіП) у Санкт-Петербурзі
- Дитячий фонд ім. Рауля Валленберга, Стокгольм, Швеція
- Концерт для оркестру пам'яті Рауля Валленберга «Жовті зірки» («Пурим-шпиль в гетто») Ісаака Шварца[20]
- Вулиця у Вашингтоні
- Вулиця в Батумі
- Вулиця в Мукачево
- Вулиця в Будапешті.

### У культурі
Рауль Валленберг став персонажем декількох кіноробіт і документальних фільмів. Один із них зняв у 1983 році Давид Гарель, він отримав назву «Рауль Валленберг: похований заживо» (англ. Raoul Wallenberg Buried Alive). Інший фільм — «Валленберг: Історія героя» (англ. Wallenberg: A Hero's Story) був знятий у 1985 році Ламонтом Джонсоном, головну роль виконав Річард Чемберлен. Крім того, були зняті фільми «Рауль Валленберг: Між рядків» (англ. Raoul Wallenberg: Between the Lines) — Карін Альтман, 1986; «Добрий вечір, пане Валленберг» (англ. Good Evening, Mr. Wallenberg) — К'єл Греде, 1990; «Пошуки Валленберга» (англ. Searching for Wallenberg) — Роберт Л. Кіммел, 2001. У 2011 році режисер Григорій Ілугдін зняв за сценарієм Сергія Барабанова документальний фільм «Соло для самотніх сов».
Письменник Едвард Радзинський, що присвятив епо́сі Сталіна великий обсяг документальної та художньої роботи, в романі «Йосип Сталін. Остання загадка» стверджує вустами свого літературного героя, грузинського революціонера Фудзі, що причиною полону і загибелі Валленберга стали спроби керівника Гестапо Г. Мюллера використовувати дипломатичні зв'язки Валленберга для торгу за умови свого полонення радянськими військами, відкуповуючись звільненням в'язнів концтаборів. «Валленберга з подібною інформацією ми не хотіли залишати на волі» — говорить Фудзі.
Письменник Юліан Семенов вивів Валленберга одним з героїв повісті «Відчай», — однієї з книг про радянського розвідника Штірліца, запропонувавши власну інтерпретацію загибелі дипломата.